# Tadeusz Urbańczyk (generał)
Tadeusz Urbańczyk (ur. 27 października 1929 w Kazimierówce Zadzim k. Sieradza, zm. 16 maja 1989 w Warszawie) – generał brygady LWP.

## Życiorys
Był synem Stanisława i Marii z domu Magdziak. W 1933 wraz z rodziną przeniósł się do Łodzi, gdzie do 1939 skończył 4 klasy Szkoły Powszechnej im. Bolesława Chrobrego. Podczas okupacji jego matka była przez kilkanaście miesięcy więziona za nielegalny handel, a ojciec, zagrożony aresztowaniem, uciekł do Magdeburga, gdzie przebywał do końca wojny. W czasie wojny Tadeusz Urbańczyk utrzymywał się z pracy najemnej i dorywczej. W styczniu 1945 wstąpił do Milicji Obywatelskiej w komendzie MO miasta Łódź, jednak jako małoletni został 5 września 1945 skierowany do Korpusu Kadetów przy Centrum Wyszkolenia Korpusu Bezpieczeństwa Wewnętrznego w Andrzejowie koło Łodzi. Później został przeniesiony do Państwowego Liceum Ogólnokształcącego w Legnicy, gdzie zaliczył 3 lata nauki. We wrześniu 1947 skierowany do Szkoły Oficerskiej KBW w Legnicy jako podchorąży. Po ukończeniu szkoły został promowany na stopień chorążego na podstawie rozporządzenia Prezydenta RP z 1 maja 1949. Następnie został wyznaczony na dowódcę plutonu w 6 Pułku KBW. W marcu 1950 przeniesiony na dowódcę 1 plutonu CKM szkoły podoficerskiej Ośrodka Szkolenia KBW. W marcu 1951 powrócił do 6 Pułku KBW na stanowisko referenta sekcji wyszkoleniowej w sztabie pułku, a w maju 1952 został pomocnikiem kierownika sekcji szkoleniowej. Od listopada 1952 do sierpnia 1953 przebywał na Kursie Dowódców Batalionu Piechoty w Wyższej Szkole Piechoty w Rembertowie, który ukończył z oceną bardzo dobrą. Po ukończeniu kursu został starszym pomocnikiem szefa III wydziału II Oddziału sztabu KBW.
Od marca 1956 dowódca batalionu podchorążych w Szkole Oficerskiej KBW w Legnicy, gdzie w 1958 dokończył szkołę średnią i zdał egzaminy maturalne. Od maja 1960 był dowódcą batalionu piechoty górskiej 5 Pułku KBW im. Ziemi Krakowskiej w Wadowicach (od 1 listopada 1960 5 Podhalańskiej Brygady KBW). W latach 1963–1966 studiował w Akademii Sztabu Generalnego WP w Warszawie na kierunku ogólnowojskowym. Studia ukończył 20 lipca 1966 z oceną bardzo dobrą i tytułem oficera dyplomowanego. W latach 1966–1968 adiunkt w Katedrze Taktyki Ogólnej i Sztuki Operacyjnej w ASG w Warszawie, od października 1968 do września 1970 szef sztabu – zastępca dowódcy, a od września 1970 do września 1973 dowódca 7 Łużyckiej Dywizji Desantowej w Gdańsku. W 1972 ukończył kurs przeszkolenia kierowniczej kadry dowódczej w Akademii Sztabu Generalnego WP. W latach 1973–1975 studiował w Akademii Sztabu Generalnego Sił Zbrojnych ZSRR im. K. Woroszyłowa w Moskwie. Studia ukończył z wyróżnieniem. Od października 1975 dowódca 8. Dywizji Zmechanizowanej w Koszalinie. 3 października 1975 uchwałą Rady Państwa awansowany do stopnia generała brygady; nominację wręczył mu 10 października 1975 w Belwederze I sekretarz KC PZPR Edward Gierek w obecności przewodniczącego Rady Państwa PRL Henryka Jabłońskiego. W latach 1978–1979 szef sztabu i zastępca dowódcy Warszawskiego Okręgu Wojskowego, w październiku 1979 wyznaczony na komendanta Centrum Doskonalenia Oficerów, jednak odmówił objęcia tego niższego stanowiska służbowego. Od stycznia 1980 do lutego 1983 przebywał w dyspozycji Ministra Obrony Narodowej. Od 1983 zastępca komendanta Akademii Sztabu Generalnego WP ds. naukowych. 11 października 1984 uchwałą Rady Naukowej Wydziału Wojsk Lądowych ASG nadano mu stopień doktora nauk wojskowych, a 18 marca 1988 uchwałą Rady Naukowej uczelni – stopień doktora habilitowanego. Był promotorem 4 doktorantów. W 1988 uhonorowany Nagrodą MON I stopnia w dziedzinie sztuki operacyjnej.
Na krótko przed śmiercią, w kwietniu 1989 otrzymał uprawnienia docenta. Był przewodniczącym Zarządu Głównego Stowarzyszenia Byłych Żołnierzy Kompanii Małoletnich i Wychowanków Korpusu Kadetów im. gen. Karola Świerczewskiego. W wystawianych mu ocenach przełożeni podkreślali jego predyspozycje dydaktyczno-naukowe i dobrą działalność szkoleniową.
Zmarł w warszawskim szpitalu w wyniku wrzodów żołądka. Pożegnany 22 maja 1989 na Cmentarzu Wojskowym na Powązkach w Warszawie z udziałem ministra obrony narodowej gen. armii Floriana Siwickiego. W imieniu żołnierzy WP przemówienie pogrzebowe wygłosił komendant ASG WP gen. dyw. prof. dr hab. Władysław Mróz. Pochowany 23 maja 1989 na cmentarzu w Koszalinie w Alei Zasłużonych (kwat. AZ II-14-3).

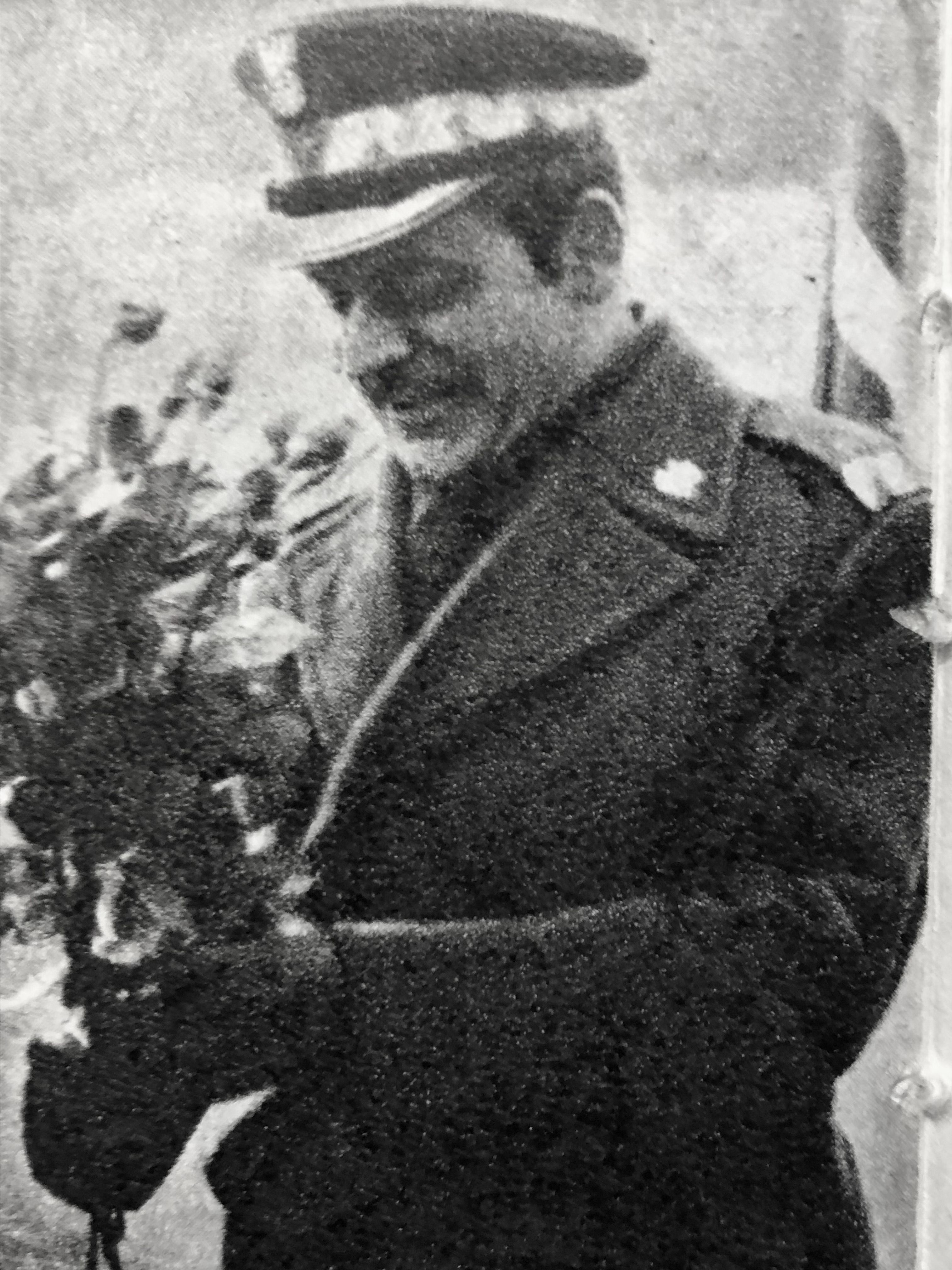
gen. bryg. doc. dr Tadeusz Urbańczyk

## Awanse
W trakcie wieloletniej służby w ludowym Wojsku Polskim otrzymywał awanse na kolejne stopnie wojskowe:
- chorąży – 1949
- podporucznik – 1950
- porucznik – 1952
- kapitan – 1955
- major – 1960
- podpułkownik – 1965
- pułkownik – 1969
- generał brygady – 1975

## Życie prywatne
Mieszkał w Koszalinie. Od 1956 był żonaty z Natalią Teresą Urbańczyk z domu Kubiak (1932-2018). Małżeństwo miało dwie córki,

## Odznaczenia
- Krzyż Oficerski Orderu Odrodzenia Polski (1973)
- Krzyż Kawalerski Orderu Odrodzenia Polski (1968)
- Złoty Krzyż Zasługi (1960)
- Srebrny Krzyż Zasługi (1957)
- Medal 30-lecia Polski Ludowej
- Medal 40-lecia Polski Ludowej
- Złoty Medal „Siły Zbrojne w Służbie Ojczyzny” (1969)
- Złoty Medal „Za zasługi dla obronności kraju” (1976)
- Medal 20 Lat KBW (1965)
- Brązowa Odznaka „Za zasługi w ochronie porządku publicznego” (1976)
- Medal jubileuszowy „60 lat Sił Zbrojnych ZSRR” (1978)
- Medal 70-lecia Sił Zbrojnych ZSRR (1988)
- Order Gwiazdy Polarnej Mongolskiej Republiki Ludowej (Mongolia) (1977)
- Order Wolności i Niepodległości II klasy (Korea Północna) (1977)

I inne.